# Guerrilla del Araguaia
La guerrilla del Araguaia (en portugués: Guerrilha do Araguaia) fue un movimiento armado en Brasil contra su gobierno militar, activo entre 1967 y 1974 en la cuenca del río Araguaia. Fue fundado por militantes del Partido Comunista de Brasil (PCdoB), la entonces contraparte maoísta del Partido Comunista Brasileño (PCB), que tenía como objetivo establecer un bastión rural desde donde librar una " guerra popular " contra los militares brasileños que estaban en el poder desde el golpe de Estado de 1964.  Sus actividades proyectadas se basaron en las experiencias exitosas lideradas por el Movimiento 26 de Julio en la Revolución Cubana, y por el Partido Comunista Chino durante la Guerra Civil China.

## Antecedentes
En la década de 1960, la región por la que discurre el río Araguaia estaba habitada por brasileños, en su mayoría de otras regiones, principalmente del nordeste del país. Había hombres en busca de tierras para el cultivo, mineros en busca de piedras preciosas, cazadores en busca de pieles de animales, emigrantes en busca de todo tipo de trabajo y riquezas que aquellas zonas vírgenes podían ofrecer. Familias enteras, que huían de la sequía del noreste, trabajaban en granjas por menos del salario mínimo. Muchos sembraron mandioca y castaña, la mayoría analfabetos y explotados por los pocos terratenientes, acaparadores de tierras. Era el lugar ideal, según el PCdoB, para el inicio de un levantamiento popular. El mismo balance, tras el hallazgo de la guerrilla, hizo Cenimar, el Centro de Información de la Armada, que informó en un informe que la población de la región vivía en la miseria, bajo el dominio de terratenientes y autoridades municipales corruptas.
La preparación de las guerrillas del PCdoB se remonta a 1964, cuando los primeros militantes comenzaron el entrenamiento político-militar en China, ya que el Partido adoptó la línea de guerra popular prolongada inspirada en el maoísta. Su defensa de la lucha armada fue anterior a 1964, y contraria a la idea de un “foco” cubano y de la revolución continental marxista-leninista. Entre 1964 y 1968, dieciocho militantes habían recibido entrenamiento militar en China, entre ellos varios que ahora se establecían en Araguaia. En Brasil, un primer grupo de futuros guerrilleros realizó su primer entrenamiento en una casa de São Vicente, en la Baixada Santista, bajo la dirección y articulación de Armando Gimenez – ex director del PC do B en São Paulo – y Osvaldo Orlando da Costa.
Apenas cuatro meses después del golpe militar, los oficiales y sargentos brasileños fueron enviados a un curso de combate en la jungla en Panamá, impartido en un centro de instrucción impartido por los estadounidenses en ese país. En ese momento, las Fuerzas Armadas iniciaron un estudio para realizar operaciones antiguerrillas. Estos estaban involucrados en una planificación secreta que duró cerca de dos años. Según los militares, el estallido de otros movimientos similares en otras regiones de Brasil no era deseable, ya que esto provocaría un estallido de violencia en la región rural, lo que podría desestabilizar el poder militar. Entre 1969 y 1971, los militares desmantelaron intentos de infiltración. pequeñas bases del ALN y VAR-Palmares en la región Bico de Papagaio, sin mayores dificultades, en la llamada "Operación Mesopotamia", maniobras de tropas realizadas en Imperatriz, en Maranhão. El embrión de la guerrilla del PCdoB, en la zona de Araguaia, Xambioá y Marabá, sin embargo, seguía siendo desconocido.
La elección de la región también sirvió para ocultar opositores políticos buscados en todas las áreas urbanas de Brasil por la dictadura militar. A partir de 1967, los primeros combatientes comenzaron a llegar a la zona, provenientes del sur, sureste y Maranhão, donde ya se habían asentado. Entre ellos estaban João Amazonas, máximo dirigente del Partido, Elza Monnerat, Maurício Grabois, su hijo André Grabois, su yerno Gilberto Olímpio Maria, el médico João Carlos Haas Sobrinho y el gigante negro, ingeniero y campeón de boxeo Osvaldo Orlando da Costa, " Osvaldão", entre algunos otros.

### Inicio
La idea de establecer un foco de guerrilla rural que pudiera funcionar como un polo de atracción para todos los elementos insatisfechos con la dictadura militar brasileña para compensar para el aplastamiento de los movimientos de oposición urbana había sido alimentada durante mucho tiempo entre la izquierda brasileña desde 1964, pero se dejó al PCdoB ser la única organización política que realmente trató de construir tal foco.
La guerrilla fue sofocada por el Ejército Brasileño a partir de 1972, cuando varios de sus miembros estaban ya establecidos en la región desde hace al menos seis años. La etapa de operaciones de combate entre la guerrilla y el Ejército ocurrió en la frontera de los estados de Goiás, Pará y Maranhão. El nombre del movimiento proviene del hecho de que sus combatientes se establecieron a orillas del río Araguaia, cerca de las ciudades de São Geraldo, Pará y Xambioá, en el norte de Goiás (actualmente ubicado en el norte de Tocantins, en una región conocida popularmente como Bico do Papagaio Se eligió la región porque consistía en un foco de tensión entre campesinos y desarrolladores (mineros y contratistas de obras públicas) atraídos por las oportunidades de inversión que ofrecía el reciente descubrimiento de la cercana Mina de mineral de hierro de Carajás Los guerrilleros esperaban ganar apoyo para tales tensiones poniéndose del lado de los campesinos.
Se estima que el movimiento estaba integrado por unos 80 guerrilleros. De estos, sobrevivieron menos de veinte, entre ellos José Genoino, luego presidente del Partido de los Partido de los Trabajadores, quien fue detenido por el Ejército en 1972 durante la primera etapa de las operaciones militares. La gran mayoría de los combatientes, compuestos principalmente por exestudiantes universitarios y trabajadores por cuenta propia, murieron en batalla en la selva o fueron ejecutados después de ser arrestados y torturados durante las etapas finales de las operaciones militares en 1973 y 1974.  Sin embargo, ninguna de las personas fue reconocida como muerta, permaneciendo en la condición de personas desaparecidas por motivos políticos. Actualmente 60 de los combatientes siguen siendo considerados desaparecidos.

## Resumen de las operaciones militares
La intervención militar de la entonces dictadura militar para eliminar el foco guerrillero en la región, "la guerrilla Araguaia" se puede dividir en 4 fases:
- Operação Papagaio (Operación Loro) - Abr. /Oct. 1972; El uso convencional de grandes unidades militares regulares en la primera campaña contra la guerrilla de Araguaia, terminó con la salida de las tropas debido a la ineficacia de tal enfoque. La saturación de la región por tropas convencionales condujo únicamente a la desorganización de la fuerza de intervención.[7] Los choques indecisos con la guerrilla bajaron la moral de los militares, especialmente entre las unidades de infantería de marina, que por lo tanto quedaron exentas de nuevas operaciones.[8] Sin embargo, esta operación convencional ya marcó un sello distintivo para toda la campaña en el sentido de que se llevó a cabo de manera brutal. Tres áreas fueron bombardeadas con napalm por los militares, algo confirmado en un informe de 2013 de la Comisión Nacional de la Verdad[9]

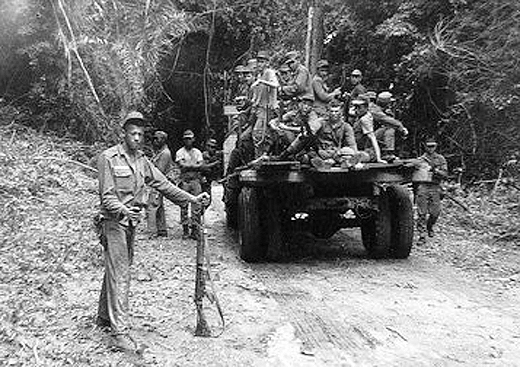
Primeras tropas del Ejército en llegar a Araguaia, 1972.

- Operação Sucuri (Operación Anaconda) - Abr. /Oct. 1973; Después de la ineficacia de la primera ofensiva sobre todo los métodos contrainsurgentes, y temiendo que Araguaia pudiera convertirse en un bastión guerrillero, los militares decidieron cambiar su actuar. La Operación Anaconda fue una operación de inteligencia militar, que también utilizó los mismos métodos de la guerra de guerrillas, como por ejemplo la infiltración paulatina entre la población civil de agentes especialmente entrenados, apoyados y monitoreados, que tenían la misma apariencia general de la población local que era, al mismo tiempo, sometidos a un férreo control de sus movimientos y paradero.[10]

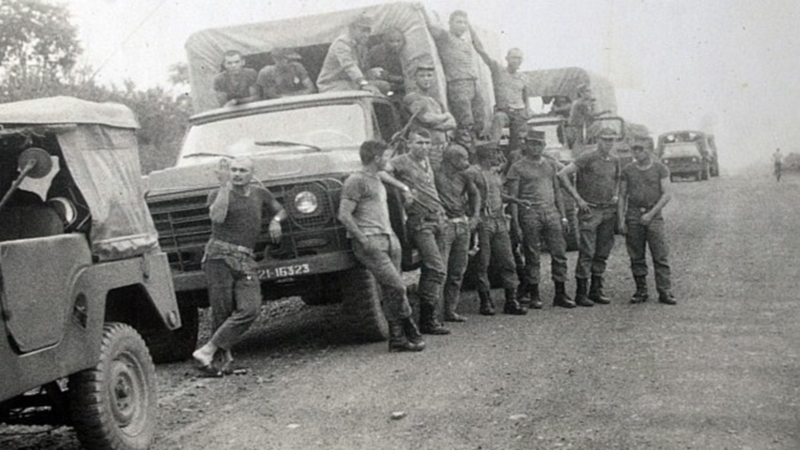
Soldados del Ejército Brasileño en la Operación Marajoara

- Operación Marajoara - oct. 1973/oct. 1974 - En esta fase, con la información recabada durante la Operación Anaconda, se distribuyeron paulatinamente en la región unos 400 operadores especializados en contraguerrilla y contrainsurgencia, en las mismas condiciones que los agentes de la anterior Operación Anaconda. Divididos en pequeñas unidades, habiendo reclutado también a algunos lugareños que habían colaborado previamente con la guerrilla, los militares procedieron a ejecutar detenciones (unos 160 lugareños fueron detenidos) y luego a buscar los puestos de abastecimiento de la guerrilla, los cuales fueron sistemáticamente destruidos, dejando a los combatientes enemigos propensos al contagio de enfermedades tropicales como la fiebre amarilla.[11] Esta estrategia de desgaste logró desmantelar la guerrilla en Araguaia, antes de que el movimiento pudiera ganar impulso. La desorganización de la guerrilla fue seguida por una campaña de exterminio, durante la cual los guerrilleros fueron asesinados por los militares.[12]
- Operación Limpieza - A principios de 1975, con la guerrilla ya aniquilada, los militares iniciaron una operación de ocultamiento de todos los hechos ocurridos en Araguaia, frente al secreto absoluto determinado por la política de gobierno del entonces nuevo presidente General Ernesto Geisel . El objetivo de la operación era borrar las huellas de la lucha, incluidos los cadáveres de los enemigos que quedaron enterrados en la selva. Cerca de 60 guerrilleros habían sido asesinados, luego de ser capturados.

Se quemaron documentos, se desmantelaron los campos y se incineraron los cuerpos de los guerrilleros. En los años siguientes, surgieron registros de sucesivas operaciones de enmascaramiento en la región. Del régimen militar brasileño, Ernesto Geisel fue el único presidente que habló oficialmente del tema, en un mensaje al Congreso el 15 de marzo de 1975, en el que decía que hubo intentos de organizar "bases guerrilleras en territorios desprotegidos y lejanos del interior", y que todos habían sido "completamente derrotados".

## Secuelas

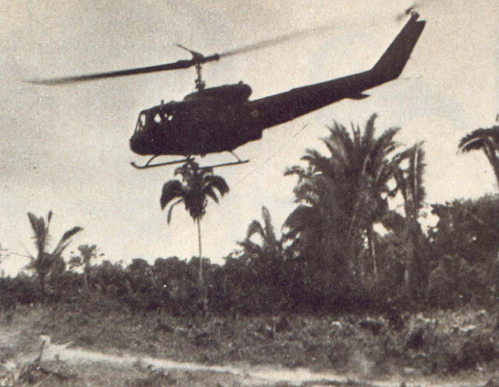
Un helicóptero Bell UH-1 Iroquois de la Fuerza Aérea Brasileña en misión en Araguaia. Este modelo de avión fue muy utilizado en misiones de ataque y transporte.

Cuando la democracia apenas se reestablecía (en 1982) familiares de 22 guerrilleros desaparecidos iniciaron acciones legales ante la Justicia Federal de Río de Janeiro, solicitando que se diera el paradero de las personas desaparecidas y se localizaran sus restos para poder darles una entierro digno y sus certificados de defunción pueda  ser registrados.  En un primer momento, los tribunales nacionales tramitaron el caso de la forma habitual, solicitando documentos a los funcionarios del Poder Ejecutivo y citando a testigos.  Sin embargo, el 27 de marzo de 1989, luego de la sustitución del juez a cargo del caso, el caso de la guerrilla Araguaia fue sobreseído sin pronunciarse sobre el fondo, por considerar que era jurídica y físicamente imposible cumplir con la solicitud.  Asimismo, el juez consideró que lo que solicitaban los demandantes estaba amparado por la ley de Amnistía y no requería una acción judicial. 
Los apelantes apelaron la decisión de sobreseimiento hasta el 17 de agosto de 1993 obteniendo una sentencia de la Cámara Federal de Apelaciones, la cual revocó la decisión de primera instancia y devolvió la causa al mismo juez para determinación de hecho y pronunciarse sobre el fondo.  El 24 de marzo de 1994, el Gobierno Federal presentó solicitudes de aclaración contra la sentencia de la Cámara Federal.  El recurso no fue conocido por la Corte, con base en una decisión unánime de la propia Corte de Apelaciones de 12 de marzo de 1996.  El Gobierno interpuso un recurso extraordinario contra esta decisión, que también fue declarado inadmisible por la Corte de Apelaciones. 
El 6 de marzo de 2001, los querellantes apelaron a la Comisión Interamericana de Derechos Humanos, la cual decidió declarar inadmisible el caso de la guerrilla del Araguaia en relación con presuntas violaciones de la Declaración Americana y la Convención Americana. El 20 y 21 de mayo de 2010, el caso fue visto en la Corte Interamericana de Derechos Humanos .  No fue hasta el 14 de diciembre de 2010, la Corte dictaminó que Brasil violó la Convención Americana sobre Derechos Humanos al usar su ley de Amnistía como pretexto para no castigar a los violadores de derechos humanos durante el régimen militar.